# 晋献公
晋献公（？—前651年），姬姓，名佹諸，是春秋时代晋国君主，在位26年。攻灭虢國、虞國、魏國等国，史称其“并国十七，服国三十八”。

## 生平

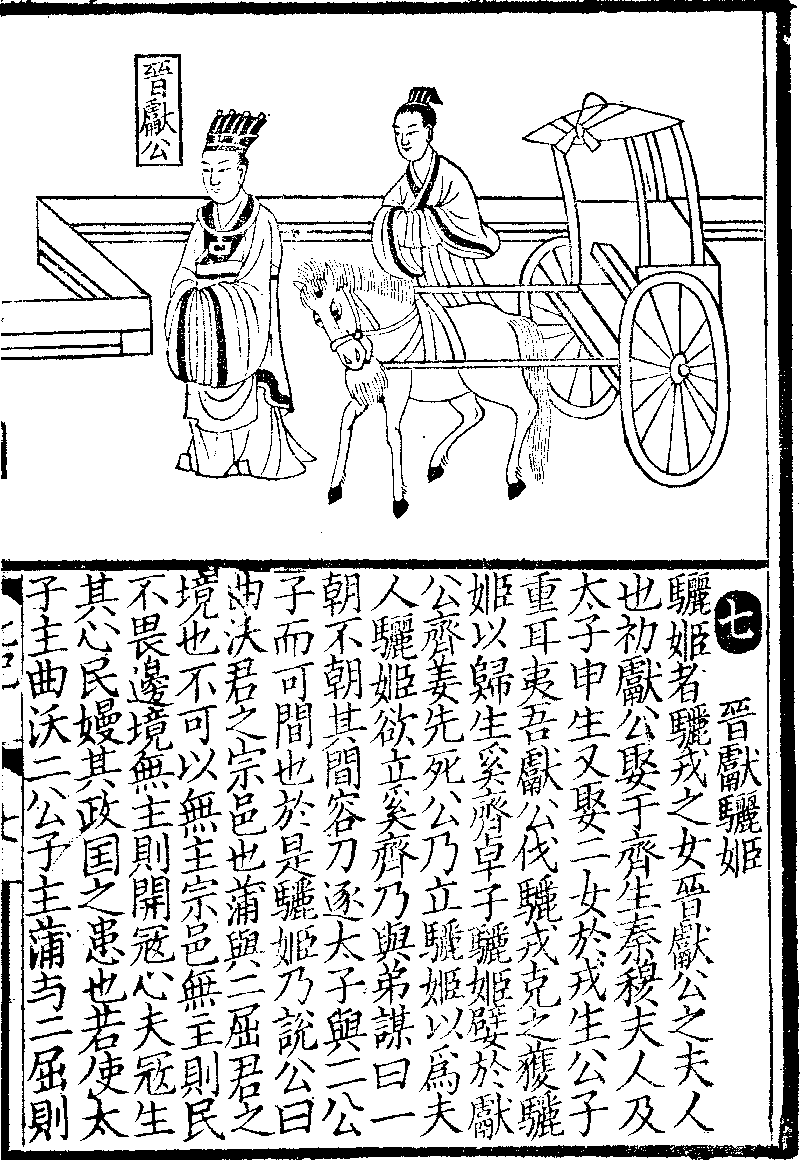
晉獻公

前677年其父晉武公去世，獻公立。佹諸繼任晉公之初，一方面和虢國國君朝見周天子並受賞賜以提高個人聲望，一方面採納大夫士蔿計謀使群公子互相殘殺進而全部消滅以利君權鞏固。為加強國家武力，將軍隊擴充為二個軍（一軍為一萬人，一說是一萬二千五百人）。獻公五年（前672年），伐驪戎，得驪姬及少姬，二人受到獻公寵幸。獻公十二年，驪姬產下一子，取名奚齊，驪姬有意廢嫡立庶，便與優施淫亂，策劃陰謀，使獻公讓太子申生居曲沃，公子重耳居蒲，公子夷吾居屈。十六年，晉滅霍、魏、耿。
獻公二十一年（前656年）晉发生了骊姬之乱，驪姬與優施通姦，兩人設計陷害太子申生，申生逃到新城，十二月自殺。驪姬又誣告重耳、夷吾，二人只好離開都城，退居蒲、屈。二十二年，獻公怒二子不辭而去，認為他們有逆謀，派兵伐蒲，重耳逃到翟。獻公又派兵伐屈，卻未能攻克。同年晋献公向虞国请求借路讨伐虢国（史稱“假道伐虢”），虞国大夫宫之奇警告虞公说不可以让晋军攻打虢国，因为虢国是虞国的屏障，若是虢国灭亡了的话，虞国一定随之而亡。虞公不听劝谏，宫之奇离开了虞国。這年冬天晋国灭亡了虢国，回師時滅虞，俘虏了虞公和虞国大夫百里奚。晋献公把女儿穆姬许配给秦穆公，把百里奚当作陪嫁的仆人送到秦国。
獻公二十三年，獻公派兵再伐屈，夷吾奔梁。二十五年，晉伐翟，受到反擊而退兵。當時晉國強盛，「西有河西，與秦接境，北邊翟，東至河內」。驪姬之妹為獻公生卓子。
獻公二十六年（前651年）夏，齐桓公在葵丘主持盛大盟会，晋献公因生病及周之宰孔勸他不應去而没有赴会。獻公病重，把奚齊托付給荀息，以荀息為相。九月獻公病逝，奚齊及卓子先後被克殺害，夷吾立，是為晉惠公。
在位期間執政為士蔿、罕夷、里克、荀息、丕鄭。

## 配偶
- 夫人：賈夫人（姬姓），贾国女，无子。
- 夫人：驪姬，原为妾室，后立为夫人，生奚齊
- 妾室：齐姜，齊桓公之女，本晉武公妾，生太子申生及女兒穆姬
- 妾室：狐姬，大戎狐突之女，生重耳
- 妾室：小戎子，允姓女子，生夷吾
- 妾室：少姬，驪姬之妹，生卓子

## 子女
- 太子申生
- 公子重耳，晉文公
- 女兒，名伯姬，公子夷吾的姐姐，受父親之命，許配給秦穆公，成為秦穆公夫人，称穆姬。
- 公子夷吾，晉惠公
- 公子奚齊，驪姬所生。
- 公子卓子，驪姬之妹少姬所生。

## 影視作品
- 《晉文公傳奇》由黃新飾演。
- 《东周列国春秋篇》由周繼緯飾演。
- 《驪姬傳奇》由李慶祥飾演。
- 《春秋祭》由鮑國安飾演。
- 《重耳傳奇》由譚凱飾演。